# Trajan Langdon
Trajan Langdon (Palo Alto, Kalifornija, SAD, 13. svibnja 1976.) je bivši američki košarkaš.
Studirao je na sveučilištu Dukeu. Cleveland Cavaliersi su ga izabrali 1999. na draftu u 1. krugu. Bio je 11. po redu izabrani igrač.

## Vanjske poveznice
- NBA.com